# Saucijs
Een saucijs is een soort worst, meestal gemaakt van gekruid varkensgehakt, hoewel er ook rundersaucijzen zijn die zijn gevuld met rundergehakt. Het gehakt wordt bijeengehouden door een natuurlijke darm. De saucijs - waarvan de naam is afgeleid van het Franse woord saucisse - is verwant met de verse worst en de  braadworst, zij het dat de saucijs dikwijls korter en iets dikker is. Saucijzen zijn zowel los, als nog aan elkaar verbonden verkrijgbaar.
Een saucijs wordt in ongeveer 15 minuten gaar gebakken in een braadpan. Om het knappen van de worst tegen te gaan, wordt geadviseerd de saucijs alvorens deze te bakken, eerst te laten wellen in water.
De saucijs kan ook worden bereid op de barbecue of onder de grill.
De saucijs heeft – anders dan de naam zou doen vermoeden –  alleen de vulling gemeen met het saucijzenbroodje, een van bladerdeeg en gekruid gehakt gemaakte snack.